# Здзеславиці (Нижньосілезьке воєводство)
Здзеславиці (пол. Zdziesławice) — село в Польщі, у гміні Ємельно Ґуровського повіту Нижньосілезького воєводства.
Населення — 212 осіб (2011).
У 1975-1998 роках село належало до Лешненського воєводства.

## Демографія
Демографічна структура станом на 31 березня 2011 року:
|          | Загалом | Допрацездатний вік | Працездатний вік | Постпрацездатний вік |
| -------- | ------- | ------------------ | ---------------- | -------------------- |
| Чоловіки | 112     | 33                 | 73               | 6                    |
| Жінки    | 100     | 29                 | 62               | 9                    |
| Разом    | 212     | 62                 | 135              | 15                   |